# Tom Cotton
Thomas Bryant Cotton (Dardanelle (Arkansas), Estados Unidos, 13 de mayo de 1977) es un político estadounidense afiliado al Partido Republicano. En las elecciones al Senado de 2014 derrotó al demócrata Mark Pryor, que llevaba dos periodos como senador, y desde 2015 representa a Arkansas en el Senado. Con 40 años, es el congresista más joven del 113.º Congreso. Entre 2005 y 2010 sirvió en el Ejército estadounidense.
Según él, todos los desafíos diplomáticos de los Estados Unidos (Irán, Corea del Norte, China, Cuba, Rusia, Siria, Venezuela) engloban  una “opción militar”. Y el peligro que supone Irán, superior según él al de Corea del Norte, solo podría disiparse con “una campaña naval y aérea de bombardeos contra su infraestructura nuclear”. En 2020, en el marco de las protestas por el asesinato de George Floyd, propuso llamar al Ejército para reprimir a los manifestantes.